# Troféu Redentor de Melhor Atriz
O Troféu Redentor de Melhor Atriz é um prêmio laureado a melhor atriz em um longa-metragem concedido pelo Festival do Rio dentro da competição principal da mostra Première Brasil do evento desde 2003, sendo um dos principais prêmios do cinema brasileiro. O festival foi idealizado em 1999 por meio da fusão de dois festivais, o Rio Cine Festival e a Mostra Banco Nacional de Cinema, que também premiava atuações femininas. No entanto, a categoria foi apresentada pela primeira vez no evento somente em sua quinta edição, em 2003.
O prêmio de melhor interpretação de uma atriz é dedicado a melhor atuação feminina dos filmes em competição pelo Troféu Redentor, sendo entregue desde a quinta edição, quando a atriz Cléo Pires recebeu o galardão, aos 20 anos de idade, por seu papel em Benjamim. As atrizes mais premiadas da competição são Leandra Leal e Karine Teles, sendo que ambas alcançaram este feio por duas vezes. Em 2023, pela primeira vez na história do prêmio, houve um empate na decisão do júri oficial, que premiou as atrizes Grace Passô e Maeve Jinkings por suas performances em O Dia Que te Conheci e Pedágio, respectivamente.
Yara de Novaes e Mayara Santos são as vencedoras mais recentes nesta categoria por seus papéis em Malu e Ainda Não É Amanhã, respectivamente. Santos recebeu o prêmio fora da competição principal da Première Brasil, sendo laureada na mostra Novos Rumos, sendo a primeira a receber este prêmio.

## Vencedoras
| Ano (edição)      | Vencedora(s)                                      | Papel                                             | Filme                                                  | Ref.                                              |
| ----------------- | ------------------------------------------------- | ------------------------------------------------- | ------------------------------------------------------ | ------------------------------------------------- |
| 2003 (5ª edição)  | Cléo Pires                                        | Ariela Masé / Castana Beatriz                     | Benjamim                                               | [ 3 ]                                             |
| 2004 (6ª edição)  | Sílvia Lourenço                                   | Soninha                                           | Contra Todos                                           | [ 6 ]                                             |
| 2005 (7ª edição)  | Alice Braga                                       | Karinna                                           | Cidade Baixa                                           | [ 7 ]                                             |
| 2006 (8ª edição)  | Hermila Guedes                                    | Suely                                             | O Céu de Suely                                         | [ 8 ]                                             |
| 2007 (9ª edição)  | Carla Ribas                                       | Alice                                             | A Casa de Alice                                        | [ 9 ]                                             |
| 2008 (10ª edição) | Caroline Abras                                    | Marcin                                            | Se Nada Mais Der Certo                                 | [ 10 ]                                            |
| 2009 (11ª edição) | Nanda Costa                                       | Jéssica / Melissa                                 | Sonhos Roubados                                        | [ 11 ]                                            |
| 2010 (12ª edição) | Karine Teles                                      | Bianca Ventura                                    | Riscado                                                | [ 12 ]                                            |
| 2011 (13ª edição) | Camila Pitanga                                    | Lavínia                                           | Eu Receberia as Piores Notícias dos Seus Lindos Lábios | [ 13 ]                                            |
| 2012 (14ª edição) | Leandra Leal                                      | Karine                                            | Éden                                                   | [ 14 ]                                            |
| 2013 (15ª edição) | Leandra Leal                                      | Rosa Maria Corrêa                                 | O Lobo Atrás da Porta                                  | [ 15 ]                                            |
| 2014 (16ª edição) | Bianca Joy Porte                                  | Joli                                              | Prometo um Dia Deixar essa Cidade                      | [ 16 ]                                            |
| 2015 (17ª edição) | Valentina Herszage                                | Bia                                               | Mate-Me por Favor                                      | [ 17 ]                                            |
| 2016 (18ª edição) | Karine Teles                                      | Ângela                                            | Fala Comigo                                            | [ 18 ]                                            |
| 2017 (19ª edição) | Grace Passô                                       | Glória                                            | Praça Paris                                            | [ 19 ]                                            |
| 2018 (20ª edição) | Ítala Nandi                                       | Laura                                             | Domingo                                                | [ 20 ]                                            |
| 2019 (21ª edição) | Regina Casé                                       | Madalena dos Santos Marins (Madá)                 | Três Verões                                            | [ 21 ]                                            |
| 2020 (22ª edição) | Prêmio não entregue devido à pandemia de COVID-19 | Prêmio não entregue devido à pandemia de COVID-19 | Prêmio não entregue devido à pandemia de COVID-19      | Prêmio não entregue devido à pandemia de COVID-19 |
| 2021 (23ª edição) | Tati Villela                                      | Cons                                              | Mundo Novo                                             | [ 22 ]                                            |
| 2022 (24ª edição) | Kika Sena                                         | Paloma Lima                                       | Paloma                                                 | [ 23 ]                                            |
| 2023 (25ª edição) | Grace Passô                                       | Luísa                                             | O Dia Que te Conheci                                   | [ 4 ]                                             |
| 2023 (25ª edição) | Maeve Jinkings                                    | Suellen                                           | Pedágio                                                | [ 4 ]                                             |
| 2024 (26ª edição) | Yara de Novaes                                    | Malu                                              | Malu                                                   | [ 5 ]                                             |
| 2024 (26ª edição) | Mayara Santos                                     | Janaína                                           | Ainda Não É Amanhã                                     | [ 5 ]                                             |